# Prekletstvo Valburge
Prekletstvo Valburge je slovenska komična grozljivka iz leta 2019. Napisal in režiral jo je Tomaž Gorkič.
Avtorji so si film zamislili kot kritiko sodobne slovenske družbe. Nanj so vplivali slasher grozljivke 70-ih in 80-ih let. V njem nastopi tudi švedski black metal glasbenik Niklas Kvarforth, ki je prispeval glasbo. 
Gorkič je film protestno umaknil z 22. Festivala slovenskega filma, ker ni bil uvrščen v tekmovalni program in je bil tako po Gorkičevem mnenju obsojen na tehnično preslabo prizorišče prikazovanja.

### Zgodba
Brata prevaranta želita skubiti turiste, zato si izmislita legendo in začneta z vodenimi ogledi za javnost zaprte graščine. V prvi skupini se znajdejo švedska satanista Sven in Elsa s pomagačem Miletom v lovu za satanistično relikvijo, francoski gotičarji Chloe, Louise in Louis, ruski porno producent Vasily z igralkama Anastasyo in Dasho ter nemška turista Hans in Ilsa. V graščini pa se skriva resnična groza.

### Financiranje in produkcija
Projekt je bil ocenjen na 400.000 evrov. Snemanje je trajalo 14 dni po 16 ur na dan, odvilo se je poleti 2018. Za končno realizacijo jim je zmanjkalo denarja, zato so začeli s kampanjo na spletni platformi za množično financiranje Indiegogo in zbrali 311 od želenih 49.552 evrov. Gorkič je izrazil željo, da bi bila Valburga bolj gledana kot Idila. Več vlog je opravljal zaradi pomanjkanja denarja. Vulgarnost in kletvice je v uporabil kot odsev družbe. Brata ponazarjata slovenske podjetnike.

## Sprejem pri kritiki in gledalcih

### Kritiki
Igor Harb je pohvali nadgradnjo konceptov in idej iz Idile, ter napredek pri posebnih učinkih in tehnični dovršenosti, razočarala pa ga je odstotnost suspenza in groze, saj prehitro umre večino likov. Po njegovem komedija ne bi smela biti središče tega filma.
Vid Šteh je zapisal, da Valburga ni presežek, je pa dovolj zabavna za enkraten ogled. Ni maral velikega števila preslabo razvitih likov, ki so bili namenjeni le hitri smrti, in zanašanja na komičnost pretiranega kletja. Film se mu je zdel manj razvlečen od Idile. Rad je imel zadnjih 20 minut, ker je bilo manj humorja in več vsebine v slogu tradicionalnih slasherjev.

### Obisk v kinu
Film je videlo 696 gledalcev.

## Zasedba
| - Anton Antolek: Kanibal 1 - Neža Blažič: Luise - Luka Cimprič: Vasily - Manca Dečman: Kanibal 4 - Jurij Drevenšek: Marjan - Zala Đurić: Dasha - Žiga Födransperg: Ferdo - Leja Jurišić: ženska v baru - Ondina Kerec: Chloe - Davor Klarič: vampir - Niklas Kvarforth: Sven | - Marcel Lejko: Kanibal 3 - Matevž Loboda: Luis - Marko Mandić: Bojan - Saša Pavlin Stošić: Anastasya - Primož Pirnat: Kanibal - Tanja Ribič: Elsa - Barbara Ribnikar: Kanibal 2 - Grega Skočir: Mile - Katarina Stegnar: Ilsa - Veronika Valdes: Kanibal 5 - Jonas Žnidaršič: Hans |

## Ekipa
- fotografija: Nejc Saje
- glasba: Niklas Kvarforth
- montaža: Tomaž Gorkič
- scenografija: Zoran Lesjak in Grega Nartnik
- kostumografija: Katja Rosa in Sebastian Nared
- maska: Nathalie Horvat
- zvok: Tom Lemajič in Sašo Kalan